# Cromazio d'Aquileia
Cromazio (in latino Chromatius; in greco: Χρωμάτιος; Aquileia, tra il 335 e il 340 – 407 o 408) è stato un arcivescovo e scrittore romano, arcivescovo di Aquileia dal 388/389 al 407/408, venerato come santo dalla Chiesa cattolica.
Amico di san Girolamo, fu un esponente dell'ortodossia, impegnato a contrastare l'arianesimo.

## Biografia

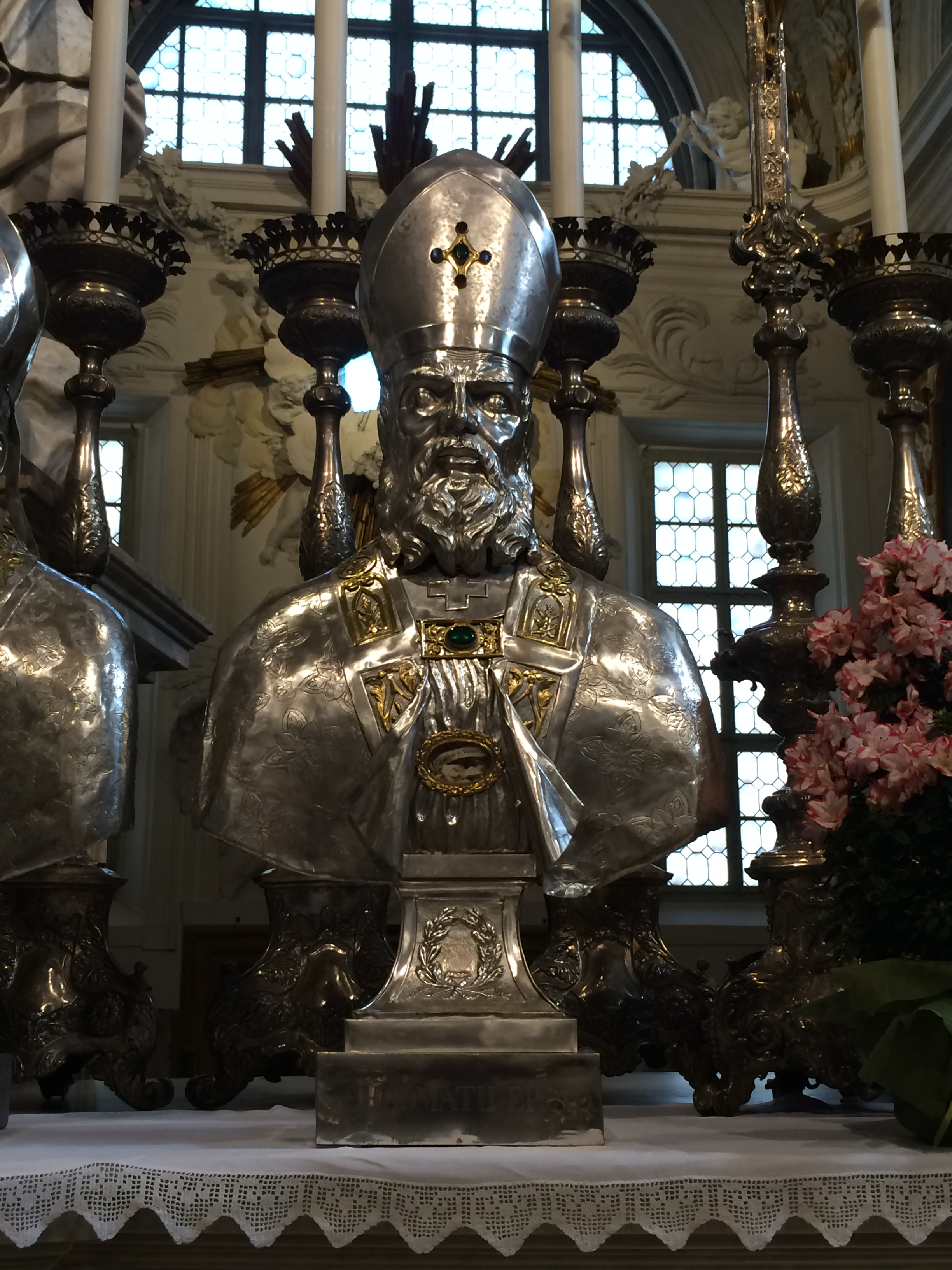
Duomo di Udine, busto contenente le reliquie di San Cromazio

Cromazio nacque tra il 335 e il 340 ad Aquileia e già in giovane età era diventato monaco e aveva avuto come discepolo Eliodoro, futuro vescovo di Altino. È citato per la prima volta negli atti del concilio di Aquileia del 381, dove si era fatto notare per la sua profonda erudizione teologica.
Cromazio fu fatto vescovo di Aquileia dopo la morte di Valeriano nel dicembre del 388 o nel gennaio del 389.
Nel 389 consacrò la nuova chiesa di Concordia, vi depose le reliquie dei santi Apostoli e consacrò il primo vescovo della città.
Morì tra il 407 e il 408.

## Scritti di Cromazio

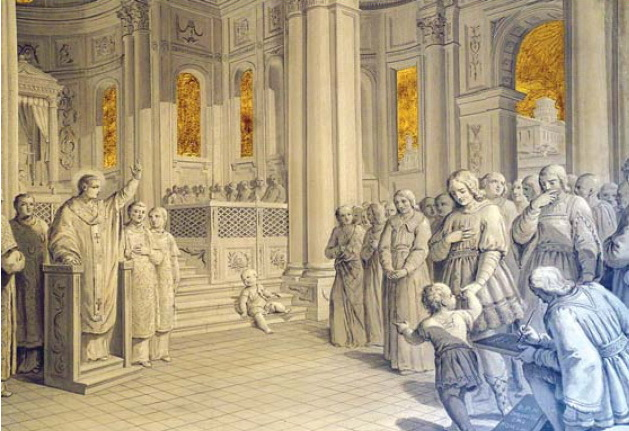
Pietro Antonio Novelli - San Cromazio predica nella Basilica di Aquileia - Sacrestia del Duomo di Udine.

Esiste un corpus di suoi testi, in latino, ricostruito da Joseph Lemarié e Raymond Etaix, in cui egli documenta l'attività pastorale e la liturgia aquileiese: esso è costituito da 43 sermoni liturgici e un Commento al Vangelo di Matteo rimasto probabilmente incompiuto. Egli ha preferito predicare sul Nuovo Testamento piuttosto che sull'Antico Testamento, in quanto nel testo evangelico il riferimento cristologico è immediato e manifesto: egli considerava le azioni materiali di Cristo simbolo di significati spirituali.

### Influssi asiatici nella Chiesa di Aquileia
Dalle testimonianze di Cromazio si rilevano tre precisi influssi provenienti dall'Asia Minore nella liturgia aquileiese, che fanno oltretutto pensare alla presenza aquileiese di missionari asiatici:
- il rito pre-battesimale della Lavanda dei piedi (mentre a Milano, secondo il Rito ambrosiano, era post-battesimale), poi divenuto il rito del Giovedì santo. La lavanda è riportata solo nel Vangelo di Giovanni che è espressione delle Chiese giovannee, cioè delle Chiese asiane.
- la Pasqua era identificata col medesimo ideale di Passione e di vittoria sulla morte del Cristo quale agnello pasquale, riportato dall'Omelia Pasquale di Melitone di Sardi conforme alla consapevolezza teologica e alla conseguente liturgia pasquale detta Quartodecimana. La Pasqua quartodecimana delle Chiese asiane è in stretta correlazione tipologica con la Pesach ebraica: la Pasqua quale passaggio di Dio liberatore dalla morte e celebrata dagli Ebrei nella notte del 14 del mese di Nisan (qualunque fosse il giorno settimanale). Così la Pasqua delle Chiese asiatiche celebrava la vittoria sacrificale di Cristo-Messia quale agnello immolato proprio nella veglia del 14 del mese di Nisan, cioè nella sera del primo pleniluino di primavera, qualunque fosse il giorno che vi corrispondeva. L'omologazione della tradizione asiana con la Pasqua domenicale fu stabilita dal concilio di Nicea (325).
- seguendo l'antica tradizione greca di Smirne, conosciuta tramite Sant'Ireneo di Lione, Cromazio modifica il simbolismo animale dei Vangeli, identificando San Giovanni col leone invece di San Marco Evangelista, e quest'ultimo con l'aquila. San Gerolamo in seguito ristabilirà il leone per Marco.

## Genealogia episcopale
La genealogia episcopale è:
- Vescovo Ambrogio
- Arcivescovo Cromazio d'Aquileia